# Lissolaboides malaisei
Lissolaboides malaisei är en stekelart som beskrevs av Heinrich 1974. Lissolaboides malaisei ingår i släktet Lissolaboides och familjen brokparasitsteklar. Inga underarter finns listade i Catalogue of Life.